# Scipione (artista)

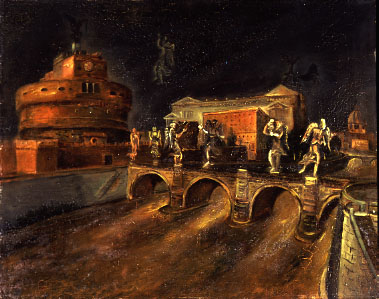
El puente de los ángeles, 1930.

Scipione, seudónimo de Gino Bonichi, (Macerata, 25 de febrero de 1904 – Arco (Trento), 9 de noviembre de 1933) fue un pintor italiano, adscrito al expresionismo. 
Estudió en la Academia de Bellas Artes de Roma, donde conoció a Mario Mafai, pintor como él. Influido por el arte barroco, El Greco, Tintoretto y Goya, se entusiasmó con el expresionismo practicado por Ensor, Soutine, Pascin y Grosz. Comenzó a trabajar asiduamente en 1925, y en 1927 hizo su primera exposición en la Galleria Bragaglia, a la que siguió en 1928 otra en la Galleria Doria. Sus primeras obras se enmarcaron en el realismo mágico, con figuras forzadas y un gran valor simbólico (El despertar de la rubia sirena, 1929). En 1928 fundó, con Mafai, Renato Marino Mazzacurati y Antonietta Raphael, la Escuela de la Via Cavour, opuestos al conservadurismo y filofascismo del Novecento. 
Entre 1929 y 1930 realizó su mayor producción, con obras donde denunciaba la corrupción de la Roma papal y el catolicismo contrarreformista (El cardenal decano, 1929-1930; La cortesana romana, 1930; Los hombres que se giran, 1930). Murió de tuberculosis. Su obra fue expuesta en la Documenta I de Kassel, en 1955.